# Puente de Carmelo
El puente de Carmelo es un puente giratorio ubicado sobre el arroyo de las Vacas, en las cercanías de la ciudad de Carmelo, Uruguay. Su mecanismo de giro es a tracción humana, lo que lo convierte en el único en su clase en Uruguay. Es considerado el primer puente giratorio de Sudamérica.

## Reseña histórica

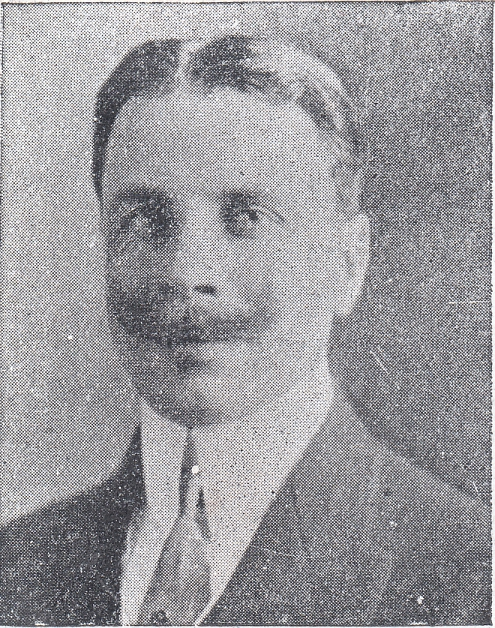
El ingeniero Juan Tomás Smith (24 de enero de 1854 - 18 de enero de 1930) quien tuvo a su cargo la construcción y ensamblado del puente.

El puente fue fabricado en Alemania y su construcción y ensamblado en Uruguay estuvo bajo la supervisión de los ingenieros Juan T. Smith y Eduardo Chiappori.
A su inauguración, realizada el 1 de mayo de 1912, asistieron autoridades nacionales como el oficial mayor del Ministerio de Obras Públicas, Pedro C. Rodríguez, el senador Albin y los diputados Joaquín C. Sánchez y Máximo Bélinzon, las cuales llegaron a bordo del vapor Oyarvide.
En noviembre de 1951, durante una tormenta, sufrió daños en su sistema de giro, al ser embestido por embarcaciones que venían arrastradas por la corriente. El puente debió ser clausurado para realizar tareas de reparación. Durante este tiempo se colocó un puente provisorio de pontones. El arreglo finalizó en abril de 1952, el puente giratorio fue rehabilitado para el tránsito y el puente provisorio se desmanteló.

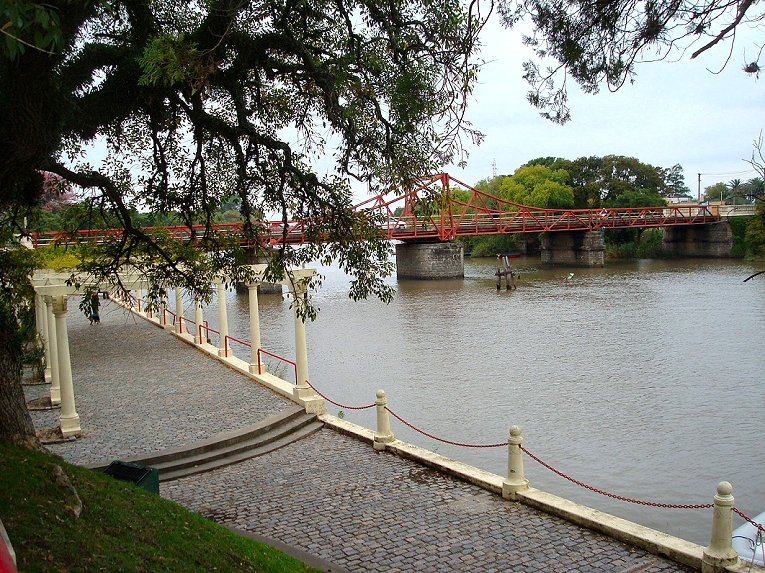
Vista actual del puente desde la Rambla de los Constituyentes.

Actualmente el puente sigue siendo utilizado para transporte de carga pesada. No obstante, debe soportar un peso muy superior a los 5000 kg. planificados originalmente, lo que le ha ocasionado con el paso del tiempo un notable deterioro.
Al cumplir su aniversario número 100 el puente fue visitado por autoridades nacionales y departamentales de la época, como el presidente José Mujica, el ministro de Transporte Enrique Pintado y el Intendente de Colonia Walter Zimmer. El puente fue declarado Monumento Histórico Nacional en 1994.
En enero de 2016 se licitó el proyecto para la construcción de un nuevo puente sobre el arroyo de las Vacas. Este nuevo puente, junto a una ruta que permita circunvalar a la ciudad, absorbería el tráfico pasante, dejando el puente giratorio para el tráfico vecinal.
El 15 de diciembre de 2018, al igual que en 1951, el puente fue embestido por tres embarcaciones arrastradas por la corriente de agua que sacó el tramo central de 160 toneladas de su apoyo pivotante y lo desplazó considerablemente. Esto obligó a inhabilitarlo para uso de vehículos. Recién en los primeros días de enero de 2019 pudo restituirse la circulación de vehículos livianos (automóviles y motos) al poder desplazarse los cascos al garete que se apoyaban contra la estructura. El 23 de enero de 2019 se retiró el último de los buques accidentados, con trabajos de reparación adicionales programados hasta fines de febrero del mismo año. Finalmente fue restituido a su estado original, reinaugurándose el 23 de febrero de 2019, junto con una nueva iluminación.

## Características técnicas
Es un puente de hierro en voladizo, sobre un apoyo central de mampostería de piedra. Tiene una longitud de 88 m.